# Record locking
Pour la danse funk, voir locking.
 (février 2018).
Le record locking est une technique empêchant l'accès simultané aux données d'une base de données, afin d'éviter les incohérences.
L'exemple classique est la démonstration avec 2 commis de banques tentant de mettre à jour simultanément le même compte en banque pour 2 transactions distinctes.